# Vincent Barwa
Vincent Barwa (sinh 1953) là một giám mục người Ấn Độ của Giáo hội Công giáo Rôma. Ông hiện là Giám mục chính tòa Giáo phận Simdega. Trước đó, ông cũng từng đảm nhận vai trò Giám mục Phụ tá Tổng giáo phận Ranchi và Giám mục chính tòa Giáo phận Purnea.

## Tiểu sử
Giám mục Vincent Barwa sinh ngày 18 tháng 10 năm 1953 tại Rengarih, thuộc Ấn Độ. Sau quá trình tu học dài hạn tại các cơ sở chủng viện theo quy định từ phía Giáo luật, ngày 2 tháng 5 năm 1984, Phó tế Barwa, 31 tuổi, tiến đến việc được truyền chức linh mục.
Sau gần 15 năm thực hiện các hoạt động mục vụ với tư cách là một linh mục, ngày 27 tháng 6 năm 1998, tin tức từ Tòa Thánh cho biết Giáo hoàng đã xác nhận việc tuyển chọn linh mục Vicent Barwa, 45 tuổi, gia nhập vào hàng ngũ các Giám mục Công giáo hoàn vũ, cụ thể với vị trí được bổ nhiệm là Giám mục chính tòa Giáo phận Purnea. Lễ tấn phong cho vị tân chức được cử hành sau đó vào ngày 8 tháng 11 cùng năm, với phần nghi thức truyền chức chính yếu do 3 giáo sĩ cấp cao chủ sự. Chủ phong cho tân Giám mục là Tổng giám mục Telesphore Placidus Toppo, Tổng giám mục Tổng giáo phận Ranchi. Hai vị còn lại với vai trò phụ phong là Giám mục Julius Marandi, Giám mục chính tòa Giáo phận Dumka và Giám mục Michael Minj, S.J., Giám mục chính tòa Giáo phận Gumla. Tân giám mục chọn cho mình châm ngôn:Vis amoris Domini.
Sáu năm sau khi được tấn phong làm Giám mục chính tòa Giáo phận Purnea, Tòa Thánh bất ngờ loan báo tin về việc Giáo hoàng đã quyết định thuyên chuyển Giám mục Barwa về Tổng giáo phận Ranchi, làm Giám mục phụ tá Ranchi với danh hiệu Giám mục Hiệu tòa Acufida. Quyết định trên được phía Tòa Thánh cho công bố rộng rãi vào ngày 29 tháng 9 năm 2004.
Tuy vậy, nhiệm sở của vị giám mục này vẫn chưa ổn định, sau bốn năm làm Giám mục Phụ tá Ranchi của Giám mục Vincent Barwa chấm dứt bằng quyết định của Tòa Thánh cho phổ biến ngày 11 tháng 2 năm 2008, qua đó quyết định thuyên chuyển giám mục này đến nhiệm sở mới, cụ thể là làm Giám mục chính tòa Giáo phận Simdega.